# Dragon Ball Daima
Dragon Ball Daima (originalment en japonès:ドラゴンボールDAIMA, lit. en català, Bola de Drac Daima) és una sèrie d'anime produïda per Toei Animation. És la sisena sèrie d'animació televisada de l'univers Bola de Drac, i la segona i última que ha estat escrita pel creador de la franquícia Akira Toriyama, que va morir el març de 2024. La sèrie es va estrenar a Fuji TV l'octubre de 2024.

## Producció
Toei Animation va anunciar el 12 d'octubre de 2023 que un nou anime titulat Dragon Ball Daima s'estrenaria a la tardor de 2024.